# Peter Molz
Peter Molz (* 5. Mai 1853 in Trier; † 8. Juli 1933 in Lindhorst) war ein deutscher Gewerkschaftsfunktionär sowie 1895 Gründer und langjähriger Vorsitzender des Deutschen Eisenbahn-, Handwerker- und Arbeiterverbandes mit Sitz in Trier.

## Leben
Peter Molz der als Sattler im Eisenbahnausbesserungswerk in Konz arbeitete, gründete im Jahre 1895 den „Deutschen Eisenbahn-, Handwerker- und Arbeiterverband“ mit Sitz in Trier. Der Zweck dieses nach ihrem langjährigen Vorsitzenden Molz benannten „Molz'schen Verbandes“ war die Schaffung eines Berufsverbandes mit arbeitspolitischen Zielen. Der Verband der sich als „interkonfessionelle, unpolitische und auf ein Kollegiatsverhältnis basierende staatstreue Organisation“ verstand, verzeichnete im Jahr 1908 bereits 80.000 Mitglieder. Auf seine Initiative hin wurde die Wochenzeitung des „Verbandes Deutscher Handwerker und Arbeiter“ herausgegeben. Nach 1900 betrieb er eine Gastwirtschaft in Trier-Süd und 1905 wurde er als Angehöriger der Deutschen Zentrumspartei in die Stadtverordnetenversammlung Trier gewählt. Dieses Amt gab er 1907 als Anhänger des Armenarztes Dr. Piro jedoch wieder auf. Bereits ab 1890 hatte er  als Vizepräsident (und später in Personalunion) die Leitung des Diözesanverbandes der katholischen Arbeitervereine übernommen. Molz war auch Gründer und Vorstandsmitglied der „Genossenschaft zur Beschaffung von Wohnungen für Arbeiter mbH, Trier“, sowie Initiator des Vereins „Trier-Süd“ zum Bau der Südbrücke. Streitigkeiten mit dem Verband veranlassten ihn 1909 zum Verlassen des Eisenbahn-, Handwerker- und Arbeiterverbandes. Nachdem seine erste Frau verstorben war, verließ Molz Trier um seinen Lebensabend in Zinnowitz zu verbringen, wo er ein zweites Mal heiratete. Im November 2016 wurde in Trier im „Bobinet-Quartier“ nach einer Entscheidung des Ortsbeirates Trier-West aus dem Jahr 2014 mit dem Bau der nach ihm benannten „Peter-Molz-Straße“ begonnen.

## Weblink
- Peter Molz in der Rheinland-Pfälzischen Personendatenbank